# Francesca Capaldi
Francesca Capaldi (La Jolla, Kalifornia, Amerikai Egyesült Államok, 2004. június 8. –) amerikai színésznő.
Legismertebb alakítása Chloe James volt Az eb és a web című sorozatban.

## Élete és pályafutása
2004. június 8-án született, La Jollában, Gina Capaldi, és Anthony Capaldi olasz származású szülők gyermekeként.
Első epizódszerepe 2011-ben, hétéves korában a Zsenipalánták című sorozatban volt, melyben egy árvát játszott. Gyerekszínészként leghíresebb szerepét az Az eb és a web című vígjátéksorozatban kapta, 2012-től 2015-ig, három évadon keresztül Chloe Jamest alakította. 2015-ben szinkronizált a Snoopy és Charlie Brown – A Peanuts film című filmben.

## Filmográfia

### Film
| Év   | Magyar cím                               | Eredeti cím              | Szerep           | Magyar hang      |
| ---- | ---------------------------------------- | ------------------------ | ---------------- | ---------------- |
| 2012 |                                          | 3 Day Test               | Jessie Taylor    |                  |
| 2015 | Snoopy és Charlie Brown – A Peanuts film | The Peanuts Movie        | Frieda (hangja)  | Szűcs Anna Viola |
| 2015 | Snoopy és Charlie Brown – A Peanuts film | The Peanuts Movie        | Vöröske (hangja) | Azurák Zsófia    |
| 2015 | A kutya, aki megmentette a nyarat        | The Dog Who Saved Summer | Kara Bannister   |                  |
| 2017 | Max 2. – Az elnöki házőrző               | Max 2: White House Hero  | Alex Bragov      | Mayer Szonja     |

### Televízió
| Év        | Magyar cím            | Eredeti cím                              | Szerep               | Megjegyzések                                  |
| --------- | --------------------- | ---------------------------------------- | -------------------- | --------------------------------------------- |
| 2011      | Zsenipalánták         | A.N.T. Farm                              | árva                 | 1 epizód                                      |
| 2012      | Így jártam anyátokkal | How I Met Your Mother                    | Lily Aldrin fiatalon | 2 epizód                                      |
| 2012–2015 | Az eb és a web        | Dog with a Blog                          | Chloe James          | főszereplő magyar hangja Jelinek Éva[forrás?] |
| 2015      | Jessie                | Jessie                                   | Madeline             | 1 epizód magyar hangja Jelinek Éva[forrás?]   |
| 2016      |                       | Mack & Moxy                              | Trooper Francesca    | 1 epizód                                      |
| 2016–2017 |                       | Whisker Haven Tales with the Palace Pets | Snowpaws (hangja)    | 4 epizód                                      |
| 2017      |                       | Gwen's World of Weird                    | Janey Beth Walker    |                                               |
| 2019–2020 |                       | Crown Lake                               | Nellie Chambers      | főszereplő (1-2. évad)                        |